# Gombito
Gombito é uma comuna italiana da região da Lombardia, província de Cremona, com cerca de 614 habitantes. Estende-se por uma área de 9 km², tendo uma densidade populacional de 68 hab/km². Faz fronteira com Bertonico (LO), Castelleone, Castiglione d'Adda (LO), Formigara, Ripalta Arpina, San Bassano.

## Demografia
| Variação demográfica do município entre 1861 e 2011                               |
|                                                                                   |
| Fonte: Istituto Nazionale di Statistica (ISTAT) - Elaboração gráfica da Wikipedia |

## Cultura

### Eventos
Como em muitas cidades da provincia di Cremona e da província de Lodi, também em Gombito tem o habito de festejar os "giorni della merla" (dias da melra) ou seja 29, 30 e 31 de janeiro.

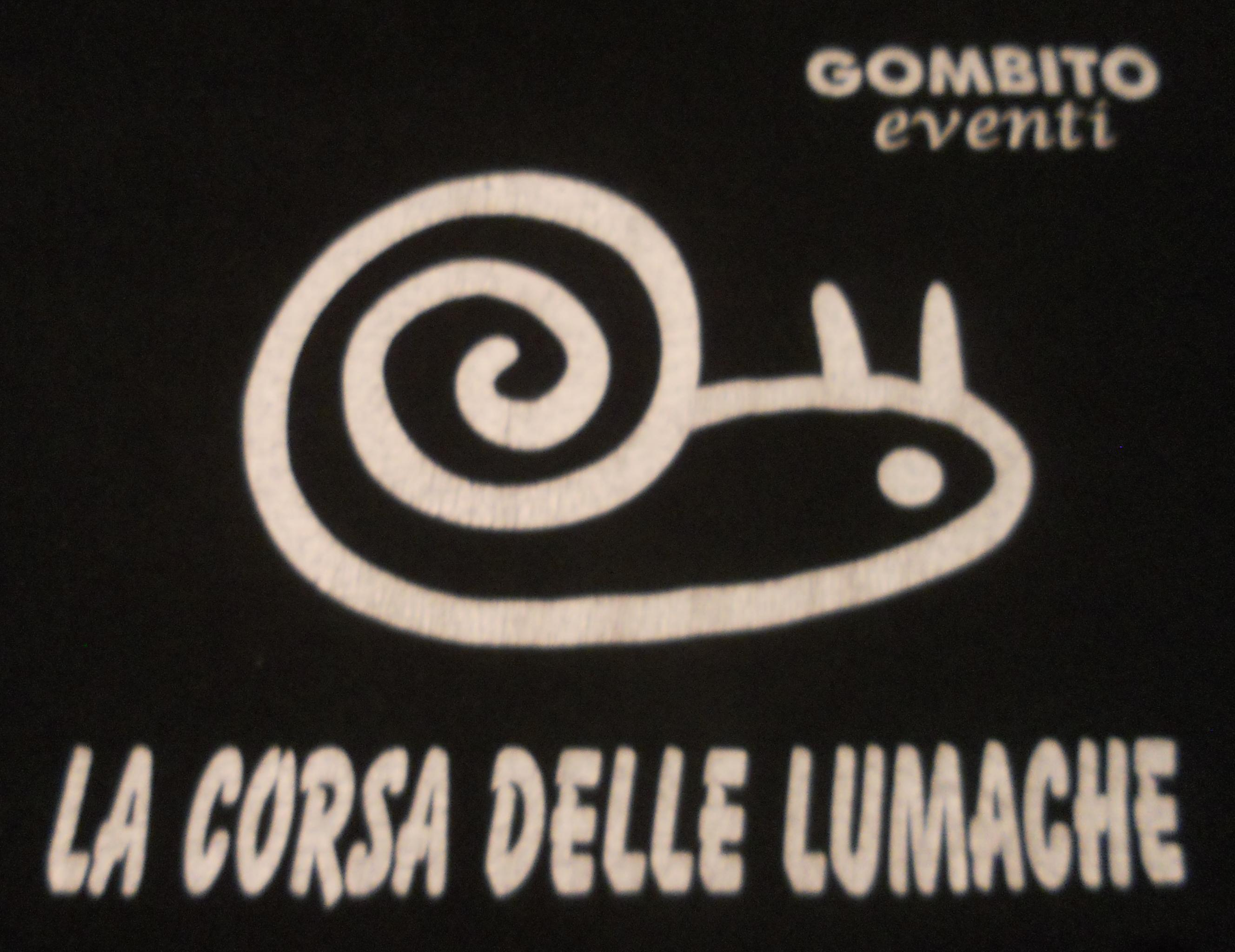
Logo da corrida.

A comuna de Gombito è muito popular pela Corrida do caracol que cai normalmente entre o fim de agosto e o começo de setembro. O evento chama milhares de visitantes. A competição consta no fazer correr um metro no mais rapido tempo possível à um caracol dos participantes, ou fornecida pelos organizadores.